# Бёрк, Марселла
Марсе́лла Бёрк (англ. Marcella Burke; ?, Иллинойс, США — ?) — американская сценаристка. Номинантка на премию «Оскар» (1939) в номинации «Лучший литературный первоисточник» за фильм «Без ума от музыки» (1938).

## Биография и карьера
Марселла Бёрк родилась в Иллинойсе, США.
Бёрк была номинирована на премию «Оскар» (1939) в номинации «Лучший литературный первоисточник» за фильм Нормана Таурога «Без ума от музыки» (1938) с Диной Дурбин, Гербертом Маршаллом и Гэйл Патрик в главных ролях.
По этой истории, которая стала её единственной работой, в 1956 году Джерри Хоппер снял ещё один фильм под названием «Игрушечный тигр». На этот раз главные роли сыграли Джефф Чандлер, Лорейн Дэй и Тим Хови.